# Бельгійське віросповідання
Сповідання віри, відоме в народі як Бельгійське віросповідання, є доктринальним символом віри, укладений 1559 року, якого дотримуються багато реформатських церков. Сповідання є частиною "Трьох форм єдності Реформатської церкви", які досі є офіційними підзаконними актами Нідерландської реформатської церкви. Головним автором сповідання був Гвідо де Брес, проповідник реформатських церков Нідерландів, який загинув мученицькою смертю за віру в 1567 році, під час голландської Реформації.